# كهف ياسوفسكا
كهف ياسوفسكا (بالسلوفاكية: Jasovská jaskyňa)، (بالمجرية: Jászói barlang) هو كهف جيري وموقع أثري في سلوفاكيا بجانب قرية جيسوف، ويبعد حوالي 25 كلم من مدينة كوشيتسه.

## التاريخ
افتتح الكهف جزئيّاً للعامة عام 1846م ويُعد أقدم كهف مفتتح في سلوفاكيا. واكتشفت بعدها الأجزاء السفلية منه تدريجياً في فترة ما بين عامي 1922م حتى 1924م. وحتى الآن افتتح 853 متراً من أصل 2,148 متر من الكهف للعامة من الناس.

## وصلات خارجية
- كهف ياسوفسكا على موقع Mineraly.sk (بالسلوفاكية) * كهف جيسوف على موقع إدارة كهف سلوفاك (بالإنجليزية)